# 2014–2015-ös német labdarúgókupa
A 2014–2015-ös német labdarúgókupa a 72. kiírása az évente megrendezett országos kupának, 2014. augusztus 15-én kezdődött és 2015. május 30-án ér véget a berlini Olimpiai Stadionban rendezett döntővel.
A tornára 64 csapat kvalifikálta magát: a német első osztály (Bundesliga) és a másodosztály (2. Bundesliga) összes csapata (a 2013/14-es idény alapján), a harmadosztály (3. liga) első négy helyezettje (a 2013/14-es idény vége alapján) és tartományi bajnokságok (Verbandspokal) bajnokai/dobogósai.

## 1. forduló
| 2014. augusztus 15.              |     |                              |                          |             |  |
| Chemnitzer FC (III.)             | 5-5 | 1. FSV Mainz 05              | tizenegyeslövés után 5-4 | jegyzőkönyv |  |
| SV Alemannia Waldalgesheim (VI.) | 0-6 | Bayer Leverkusen             |                          | jegyzőkönyv |  |
| MSV Duisburg (III.)              | 1-0 | 1. FC Nürnberg (II.)         |                          | jegyzőkönyv |  |
| 2014. augusztus 16.              |     |                              |                          |             |  |
| FC 08 Homburg (IV.)              | 1-3 | Borussia Mönchengladbach     |                          | jegyzőkönyv |  |
| FSV Optik Rathenow (V.)          | 1-3 | FC St. Pauli (II.)           |                          | jegyzőkönyv |  |
| Bremer SV (V.)                   | 0-1 | Eintracht Braunschweig (II.) |                          | jegyzőkönyv |  |
| VfL Bochum (II.)                 | 2-0 | VfB Stuttgart                |                          | jegyzőkönyv |  |
| FC Viktoria Köln (IV.)           | 2-4 | Hertha BSC                   |                          | jegyzőkönyv |  |
| Stuttgarter Kickers (III.)       | 1-4 | Borussia Dortmund            |                          | jegyzőkönyv |  |
| FC-Astoria Walldorf (IV.)        | 1-3 | Hannover 96                  |                          | jegyzőkönyv |  |
| FT Braunschweig (IV.)            | 0-4 | 1. FC Köln                   |                          | jegyzőkönyv |  |
| SV Waldkirch (VI.)               | 0-3 | SpVgg Greuther Fürth (II.)   |                          | jegyzőkönyv |  |
| SV Wehen Wiesbaden (III.)        | 0-0 | 1. FC Kaiserslautern (II.)   | tizenegyeslövés után 3-5 | jegyzőkönyv |  |
| FC Viktoria 1889 Berlin (IV.)    | 0-2 | Eintracht Frankfurt          |                          | jegyzőkönyv |  |
| Sportfreunde Siegen (IV.)        | 3-3 | FSV Frankfurt (II.)          | tizenegyeslövés után 4-5 | jegyzőkönyv |  |
| 2014. augusztus 17.              |     |                              |                          |             |  |
| BSV Schwarz-Weiß Rehden (IV.)    | 1-1 | VfR Aalen (II.)              | tizenegyeslövés után 3-4 | jegyzőkönyv |  |
| Holstein Kiel (III.)             | 1-2 | TSV 1860 München (II.)       |                          | jegyzőkönyv |  |
| FV Illertissen (IV.)             | 2-3 | Werder Bremen                | hosszabbítás után        | jegyzőkönyv |  |
| FC Carl Zeiss Jena (IV.)         | 0-1 | FC Erzgebirge Aue (II.)      |                          | jegyzőkönyv |  |
| USC Paloma Hamburg (V.)          | 0-9 | TSG 1899 Hoffenheim          |                          | jegyzőkönyv |  |
| Eintracht Trier (IV.)            | 0-2 | SC Freiburg                  |                          | jegyzőkönyv |  |
| Preußen Münster (III.)           | 1-4 | Bayern München               |                          | jegyzőkönyv |  |
| Würzburger Kickers (IV.)         | 3-2 | Fortuna Düsseldorf (II.)     | hosszabbítás után        | jegyzőkönyv |  |
| 1. FC Neubrandenburg 04 (V.)     | 1-3 | Karlsruher SC (II.)          |                          | jegyzőkönyv |  |
| Arminia Bielefeld (III.)         | 4-1 | SV Sandhausen (II.)          |                          | jegyzőkönyv |  |
| 1. FC Magdeburg (IV.)            | 1-0 | FC Augsburg                  |                          | jegyzőkönyv |  |
| RB Leipzig (II.)                 | 2-1 | SC Paderborn 07              | hosszabbítás után        | jegyzőkönyv |  |
| SV Darmstadt 98 (II.)            | 0-0 | VfL Wolfsburg                | tizenegyeslövés után 4-5 | jegyzőkönyv |  |
| 2014. augusztus 18.              |     |                              |                          |             |  |
| 1. FC Heidenheim (II.)           | 2-1 | 1. FC Union Berlin (II.)     |                          | jegyzőkönyv |  |
| Kickers Offenbach (IV.)          | 0-0 | FC Ingolstadt 04 (II.)       | tizenegyeslövés után 4-2 | jegyzőkönyv |  |
| FC Energie Cottbus (III.)        | 2-2 | Hamburger SV                 | tizenegyeslövés után 1-4 | jegyzőkönyv |  |
| SG Dynamo Dresden (III.)         | 2-1 | Schalke 04                   |                          | jegyzőkönyv |  |

## 2. forduló
| 2014. október 28.          |     |                              |                          |             |
| Chemnitzer FC (III.)       | 0-2 | Werder Bremen                |                          | jegyzőkönyv |
| Arminia Bielefeld (III.)   | 0-0 | Hertha BSC                   | tizenegyeslövés után 4-2 | jegyzőkönyv |
| VfR Aalen (II.)            | 2-0 | Hannover 96                  |                          | jegyzőkönyv |
| Kickers Offenbach (IV.)    | 1-0 | Karlsruher SC (II.)          |                          | jegyzőkönyv |
| SG Dynamo Dresden (III.)   | 2-1 | VfL Bochum (II.)             | hosszabbítás után        | jegyzőkönyv |
| MSV Duisburg (II.)         | 0-0 | 1. FC Köln                   | tizenegyeslövés után 1-4 | jegyzőkönyv |
| 1. FC Kaiserslautern (II.) | 2-0 | SpVgg Greuther Fürth (II.)   |                          | jegyzőkönyv |
| FC St. Pauli (II.)         | 0-3 | Borussia Dortmund            |                          | jegyzőkönyv |
| 2014. október 29.          |     |                              |                          |             |
| 1. FC Magdeburg (IV.)      | 2-2 | Bayer Leverkusen             | tizenegyeslövés után 4-5 | jegyzőkönyv |
| Würzburger Kickers (IV.)   | 0-1 | Eintracht Braunschweig (II.) |                          | jegyzőkönyv |
| TSV 1860 München (II.)     | 2-5 | SC Freiburg                  |                          | jegyzőkönyv |
| RB Leipzig (II.)           | 3-1 | FC Erzgebirge Aue (II.)      | hosszabbítás után        | jegyzőkönyv |
| Hamburger SV               | 1-3 | Bayern München               |                          | jegyzőkönyv |
| TSG 1899 Hoffenheim        | 5-1 | FSV Frankfurt (II.)          |                          | jegyzőkönyv |
| VfL Wolfsburg              | 4-1 | 1. FC Heidenheim (II.)       |                          | jegyzőkönyv |
| Eintracht Frankfurt        | 1-2 | Borussia Mönchengladbach     |                          | jegyzőkönyv |

## Nyolcaddöntő
| 2015. március 3. 19:00 (CEST) |

| Bayer Leverkusen              | 2–0 (h. u.)                 | 1. FC Kaiserslautern (II.) |
| ----------------------------- | --------------------------- | -------------------------- |
| Çalhanoğlu 102' Kießling 113' | (0-0, 0–0, 1–0) Jegyzőkönyv |                            |

| BayArena, Leverkusen Nézőszám: 26 601 Játékvezető: Guido Winkmann (német) |

| 2015. március 3. 19:00 (CEST) |

| VfR Aalen (II.) | 0–2               | 1899 Hoffenheim          |
| --------------- | ----------------- | ------------------------ |
|                 | (0–1) Jegyzőkönyv | Polanski 16' Volland 56' |

| Scholz Arena, Aalen Nézőszám: 8 252 Játékvezető: Sascha Stegemann (német) |

| 2015. március 3. 20:30 (CEST) |

| SC Freiburg                 | 2–1               | 1. FC Köln    |
| --------------------------- | ----------------- | ------------- |
| Ujah 17' (öngól) Darida 18' | (2–0) Jegyzőkönyv | Deyverson 89' |

| Mage Solar Stadion, Freiburg Nézőszám: 18 800 Játékvezető: Manuel Gräfe (német) |

| 2015. március 3. 20:30 (CEST) |

| Dynamo Dresden (III.) | 0–2               | Borussia Dortmund |
| --------------------- | ----------------- | ----------------- |
|                       | (0–1) Jegyzőkönyv | Immobile 50' 90'  |

| Glücksgas-Stadion, Drezda Nézőszám: 30 503 Játékvezető: Tobias Welz (német) |

| 2015. március 4. 19:00 (CEST) |

| RB Leipzig (II.) | 0–2               | VfL Wolfsburg           |
| ---------------- | ----------------- | ----------------------- |
|                  | (0–1) Jegyzőkönyv | Caligiuri 20' Klose 57' |

| Red Bull Arena, Lipcse Nézőszám: 43 348 Játékvezető: Thorsten Kinhöfer (német) |

| 2015. március 4. 19:00 (CEST) |

| Arminia Bielefeld (III.)     | 3–1               | Werder Bremen      |
| ---------------------------- | ----------------- | ------------------ |
| Junglas 32' 84' Schuppan 57' | (1–0) Jegyzőkönyv | Fritz 76' 67′, 89′ |

| Schüco Arena, Bielefeld Nézőszám: 26 137 Játékvezető: Bastian Dankert (német) |

| 2015. március 4. 20:30 (CEST) |

| Kickers Offenbach (IV.) | 0–2               | Borussia Mönchengladbach          |
| ----------------------- | ----------------- | --------------------------------- |
|                         | (0–0) Jegyzőkönyv | Kruse 52' (11-esből) Herrmann 83' |

| Sparda Bank Hessen Stadium, Offenbach Nézőszám: 20 500 Játékvezető: Christian Dingert (német) |

| 2015. március 4. 20:30 (CEST) |

| Bayern München      | 2–0               | Eintracht Braunschweig (II.) |
| ------------------- | ----------------- | ---------------------------- |
| Alaba 45' Götze 57' | (1–0) Jegyzőkönyv |                              |

| Allianz Arena, München Nézőszám: 75 000 Játékvezető: Dr. Jochen Drees (német) |

## Negyeddöntő
| 2015. április 7. 19:00 (CEST) |

| VfL Wolfsburg            | 1–0               | SC Freiburg |
| ------------------------ | ----------------- | ----------- |
| Rodríguez 72' (11-esből) | (0–0) Jegyzőkönyv |             |

| Volkswagen Arena, Wolfsburg Nézőszám: 15 237 Játékvezető: Tobias Stieler (német) |

| 2015. április 7. 20:30 (CEST) |

| Borussia Dortmund                    | 3–2 (h. u.)                 | 1899 Hoffenheim         |
| ------------------------------------ | --------------------------- | ----------------------- |
| Subotić 19' Aubameyang 57' Kehl 107' | (1-2, 2–2, 2–2) Jegyzőkönyv | Volland 21' Firmino 27' |

| Signal Iduna Park, Dortmund Nézőszám: 80 667 Játékvezető: Deniz Aytekin (német) |

| 2015. április 8. 19:00 (CEST) |

| Arminia Bielefeld (III.)                  | 1–1 (h. u.)                 | Borussia Mönchengladbach                    |
| ----------------------------------------- | --------------------------- | ------------------------------------------- |
| Junglas 26'                               | (1-1, 1–1, 1–1) Jegyzőkönyv | Kruse 32' (11-esből)                        |
| Büntetőpárbaj                             |                             |                                             |
| Klos Dick Ulm Brinkmann Lorenz Burmeister | 5–4                         | Raffael Johnson Xhaka Brouwers Kruse Traoré |

| Schüco Arena, Bielefeld Nézőszám: 26 137 Játékvezető: Wolfgang Stark (német) |

| 2015. április 8. 20:30 (CEST) |

| Bayer Leverkusen               | 0–0 (h. u.)                 | Bayern München                         |
| ------------------------------ | --------------------------- | -------------------------------------- |
|                                | (0-0, 0–0, 0–0) Jegyzőkönyv |                                        |
| Büntetőpárbaj                  |                             |                                        |
| Drmić Bender Castro Çalhanoğlu | 3–5                         | Müller Lewandowski Alonso Götze Thiago |

| BayArena, Leverkusen Nézőszám: 30 210 Játékvezető: Felix Zwayer (német) |

## Elődöntő
| 2015. április 28. 20:30 (CEST) |

| Bayern München          | 1–1 (h. u.)                 | Borussia Dortmund              |
| ----------------------- | --------------------------- | ------------------------------ |
| Lewandowski 29'         | (1-0, 1–1, 1–1) Jegyzőkönyv | Aubameyang 75' Kampl 90′, 108′ |
| Büntetőpárbaj           |                             |                                |
| Lahm Alonso Götze Neuer | 0–2                         | Gündoğan Kehl Hummels          |

| Allianz Arena, München Nézőszám: 75 000 Játékvezető: Peter Gagelmann (német) Asszisztensek: Sven Jablonski, Thomas Gorniak |

| 2015. április 29. 20:30 (CEST) |

| Arminia Bielefeld (III.) | 0–4               | VfL Wolfsburg                         |
| ------------------------ | ----------------- | ------------------------------------- |
|                          | (0–2) Jegyzőkönyv | Arnold 8' 55' Gustavo 32' Perišić 51' |

| Schüco Arena, Bielefeld Nézőszám: 26 137 Játékvezető: Tobias Welz (német) Asszisztensek: Rafael Foltyn, Dr. Martin Thomsen |

## Döntő
| 2015. május 30. 20:00 (CEST) |

| Borussia Dortmund | 1 – 3               | VfL Wolfsburg                      |
| ----------------- | ------------------- | ---------------------------------- |
| Aubameyang 5'     | (1 – 3) Jegyzőkönyv | Gustavo 22' De Bruyne 33' Dost 38' |

| Olimpiai Stadion, Berlin Nézőszám: 75 815 Játékvezető: Felix Brych (München) (német) |

| Borussia Dortmund | VfL Wolfsburg |

| BORUSSIA DORTMUND: |    |                              |     |
|                    |    |                              |     |
| KA                 | 22 | Mitchell Langerak            |     |
| JV                 | 37 | Erik Durm                    | 68' |
| KV                 | 4  | Neven Subotić                |     |
| KV                 | 15 | Mats Hummels (cs)            |     |
| BV                 | 29 | Marcel Schmelzer             | 84' |
| KP                 | 8  | İlkay Gündoğan               |     |
| KP                 | 5  | Sebastian Kehl               | 68' |
| JSZ                | 10 | Henrih Mhitarján             | 61' |
| TKP                | 7  | Kagava Sindzsi               |     |
| BSZ                | 11 | Marco Reus                   | 79' |
| CS                 | 17 | Pierre-Emerick Aubameyang    |     |
| Cserék:            |    |                              |     |
| KA                 | 1  | Roman Weidenfeller           |     |
| KP                 | 6  | Sven Bender                  |     |
| CS                 | 9  | Ciro Immobile                | 79' |
| JSZ                | 16 | Jakub Błaszczykowski         | 68' |
| KV                 | 25 | Szokrátisz Papasztathópulosz |     |
| JSZ                | 26 | Łukasz Piszczek              | 68' |
| KV                 | 28 | Matthias Ginter              |     |
| Edző:              |    |                              |     |
| Jürgen Klopp       |    |                              |     |

| VFL WOLFSBURG: |    |                     |       |
|                |    |                     |       |
| KA             | 1  | Diego Benaglio (cs) |       |
| JV             | 8  | Vieirinha           | 90+3' |
| KV             | 25 | Naldo               |       |
| KV             | 5  | Timm Klose          |       |
| BV             | 34 | Ricardo Rodríguez   |       |
| KP             | 22 | Luiz Gustavo        |       |
| KP             | 27 | Maximilian Arnold   | 81'   |
| JSZ            | 9  | Ivan Perišić        | 74'   |
| TKP            | 14 | Kevin De Bruyne     | 88'   |
| BSZ            | 7  | Daniel Caligiuri    | 85'   |
| CS             | 12 | Bas Dost            |       |
| Cserék:        |    |                     |       |
| CS             | 3  | Nicklas Bendtner    |       |
| BV             | 4  | Marcel Schäfer      |       |
| KV             | 15 | Christian Träsch    | 85'   |
| BSZ            | 17 | André Schürrle      | 81'   |
| KA             | 20 | Max Grün            |       |
| KP             | 23 | Josuha Guilavogui   | 74'   |
| KV             | 31 | Robin Knoche        |       |
| Edző:          |    |                     |       |
| Dieter Hecking |    |                     |       |

| Játékvezető Felix Brych (német) Asszisztensek: Mark Borsch (német) Stefan Lupp (német) Negyedik játékvezető: Robert Hartmann (német) |

| A 2014-2015-ös Német labdarúgókupa győztese: |                        |
| VfL Wolfsburg 1. cím                         |                        |
| ← 2013-14-es DFB-Pokal                       | 2015-16-os DFB-Pokal → |

## Lásd még
- Bundesliga 2014-2015